# يوفال

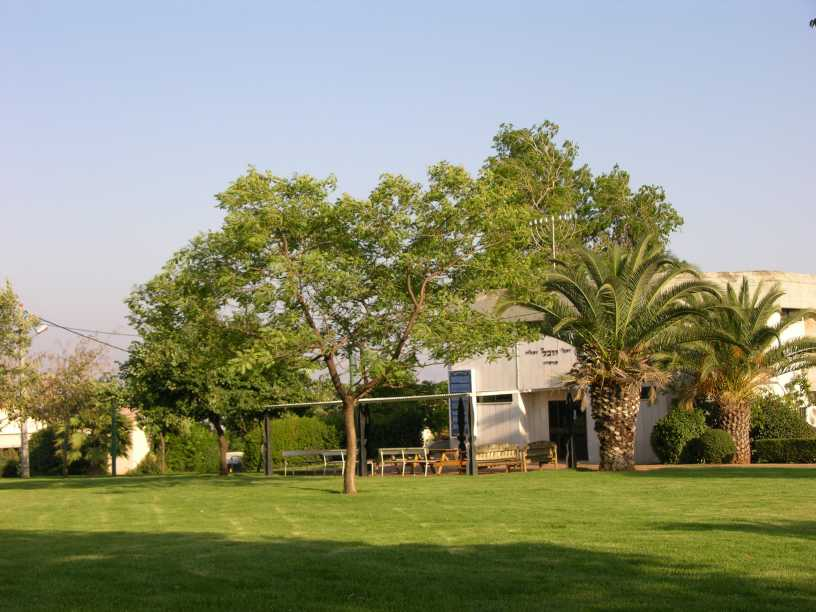
كنيس يوفال

يوفال ((بالعبرية: יוּבַל))، المعروف أيضًا باسم كفار يوفال ((بالعبرية: כְּפַר יוּבַל))، هو موشاف في شمال إسرائيل، يقع في إصبع الجليل بين المطلة وكريات شمونة، وهو يقع ضمن اختصاص مجلس جبل الشيخ الإقليمي، وفي عام 2019 كان عدد سكانه 638 نسمة.

## التاريخ
تأسس الموشاف عام 1953 من قبل الأشخاص الذين تم إجلاؤهم من البلدة القديمة في القدس الذين وصلوا أصلًا من كردستان على الأراضي التي كان ينتمي إلى قرية آبل القمح المهجرة العربية. كان اسم «يوفال» (الجدول) على اسم روافد نهر الأردن في المنطقة، ويشير أيضًا إلى إرميا 17: 8  («تَمُدُّ جُذُورَهَا إِلَى الْجَدْوَلِ»). في أوائل ستينيات القرن العشرين، تخلى معظم المؤسسين عن الموشاف، وأعيد توطينه من المهاجرين اليهود الهنود من كوتشي. جعل القرب من موشاف من حدود إسرائيل مع لبنان هدفًا سهلًا لهجمات المقاومة. في عام 1975، تسللت مجموعة من الفدائيين إلى الموشاف وسيطروا على أحد المنازل، وقُتل 3 أفراد فيه.
الفروع الاقتصادية الرئيسية للموشاف اعتبارًا من يونيو 2004، هي حظيرة الدجاج ومزارع الأفوكادو والتفاح والخوخ. اعتمد الموشاف في السنوات الأخيرة على سياحة الإسرائيليين، وهو واحدة من الأماكن الرائدة في الضيافة على الطابع القروي في شمال إسرائيل.

## سكان بارزون
- يوفال سيغال (من مواليد 1971)، ممثل وكوميديان.